# Джед Стір
Джед Стір (англ. Jed Steer; 23 вересня 1992, Норвіч, Англія) — англійський футболіст, воротар клуба «<Астон Вілла».

## Клубна кар'єра
Джед, який народився в Норвічі, приєднався до міської академії «Норвіч Сіті» у віці 9 років. Він був помічений у гостьовій грі й клуб запросив хлопчика на перегляд. Через деякий час йому було запропоновано молодіжний контракт.
У віці 17 років Джед підписав професійний контракт із «Норвічем». Він був викликаний у першу команду, як заміна на матч Кубка Англії проти «Карлайл Юнайтед», в сезоні 2009/10.
1 липня 2013 року підписав контракт с клубом «Астон Вілла». Декілька сезонів провів в оренді клубів Чемпіоншип: «Донкастер Роверс», «Йовіл Таун», «Гаддерсфілд Таун», «Чарльтон Атлетик», «Лутон Таун».
У сезоні 2022—2023 не зіграв ні одного матча із за травми отриманої в клубі «Лутон Таун». У травні 2023 року «Астон Вілла» оголосила, що контракт зі Стіром не буде продовжено, і він піде того ж літа, завершивши 10-річну роботу в клубі.

## Виступи за збірні
Окрім того, що він народився в Норвічі, він може представляти Шотландію по материнській лінії. Він дебютував на міжнародній арені в жовтні 2007 року у складі юнацької збірної Англії до 16 років, коли його команда виграла Sky Sports Victory Shield, і була чемпіоном турніру Монтейгу, на якому Стир відбив переможний пенальті.
У серпні 2008 року він був викликаний до збірної Англії U17 у віці 15 років на товариські матчі проти Італії, Португалії та Ізраїлю. Він дебютував у складі збірної Англії U17 проти Вірменії у жовтні 2008 р. Збірна пройшла кваліфікацію на чемпіонат Європи з футболу серед юнаків до 17 років, але не змогла відібратися на чемпіонат світу серед юнаків до 17 років.
Стір дебютував у складі збірної Англії U19 проти Кіпру в жовтні 2010 року, зберігши ворота недоторканими й відбивши пенальті.